# The Southern Wide-Field Gamma-Ray Observatory
Das Southern Wide-Field Gamma-Ray Observatory (SWGO, engl.) ist ein astronomisches Gammastrahlenobservatorium, das in Südamerika gebaut werden wird. SWGO soll die Partikel der atmosphärischen Teilchenschauer erfassen, die durch sehr energiereiche Gammastrahlen induziert werden, die in die Erdatmosphäre gelangen. SWGO wird das erste astronomische Gammastrahlenobservatorium in großer Höhe (mindestens 4.400 Meter über dem Meeresspiegel) sein, das einen weiten Teil des südlichen Himmels beobachten kann und aktuelle und zukünftige Instrumente wie HAWC, LHAASO und CTA ergänzen wird. Standorte in den Anden von Argentinien, Bolivien, Chile und Peru werden in Betracht gezogen.
SWGO wird zur beitragen und sich den weltweiten Bemühungen anschließen, extreme astrophysikalische Phänomene zu verstehen. Zu den wichtigsten wissenschaftlichen Zielen von SWGO gehört die Untersuchung von galaktischen oder extragalaktischen kosmischen Beschleunigern wie Supernova-Überresten, aktiven galaktischen Kernen und Gammablitzen. SWGO wird auch die Teilchenphysik jenseits des Standardmodells testen (z. B. auf Dunkle Materie) und auch dabei helfen, die kosmische Strahlung zu charakterisieren.

## Finanzierung
Die Baukosten sind auf 54 Millionen US-Dollar veranschlagt, bei 7,5 Millionen Betriebskosten über 5 Jahre. Die Kostenschätzung wurde erarbeitet durch das High Altitude Water Cherenkov Observatory (HAWC) unter Mitarbeit der Universität Maryland, des Los Alamos National Laboratory und des Max-Planck-Instituts. Über die Verteilung der Kosten wurde noch nicht entschieden (Stand 2020).